# Košíky
Košíky jsou obec v okrese Uherské Hradiště ve Zlínském kraji. Leží deset kilometrů severozápadně od Uherského Hradiště v pohoří Chřiby. Obcí protéká Smitý potok. Žije zde 417 obyvatel.

## Název
Jméno vesnice bylo odvozeno od osobního jména Košík (totožného s obecným košík). Původně (v podobě Košíci) šlo o pojmenování obyvatel, Košíků, tedy Košíkovy rodiny.

## Historie
První písemná zmínka o obci pochází z roku 1618, archeologické nálezy však svědčí o mnohem ranějším osídlení v těchto místech. K roku 1671 je zaznamenána podoba názvu Kossyky. Z hlediska typu zástavby Košíky patří mezi lesně-lánové vsi.

## Obyvatelstvo
| Rok            | 1869 | 1880 | 1890 | 1900 | 1910 | 1921 | 1930 | 1950 | 1961 | 1970 | 1980 | 1991 | 2001 | 2011 | 2021 |
| -------------- | ---- | ---- | ---- | ---- | ---- | ---- | ---- | ---- | ---- | ---- | ---- | ---- | ---- | ---- | ---- |
| Počet obyvatel | 591  | 612  | 658  | 708  | 701  | 697  | 663  | 663  | 664  | 585  | 507  | 440  | 418  | 402  | 411  |
| Počet domů     | 113  | 123  | 130  | 133  | 142  | 149  | 161  | 169  | 162  | 158  | 159  | 200  | 203  | 204  | 204  |

## Obecní správa

### Obecní symboly
Znak a vlajka byly obci uděleny rozhodnutím předsedy Poslanecké sněmovny Parlamentu České republiky dne 22. listopadu 2001.

## Pamětihodnosti
- Kaple z roku 1889. Na stejném místě stávala kaple se zvoničkou postavená kolem roku 1790. Po velkých deštích v roce 1875 se rozpadla. Byla zde vystavěna kaple nová a 15. září 1889 vysvěcena.
- Kaple s obrázkem Panny Marie z roku 1860. Podle pověsti se zde zastřelila služebná Kateřina a kapličku nechal postavit revírník Strachota.
- Plastika svatého Huberta byla v roce 2015 přemístěna z okraje obce na náves[10]

## Galerie

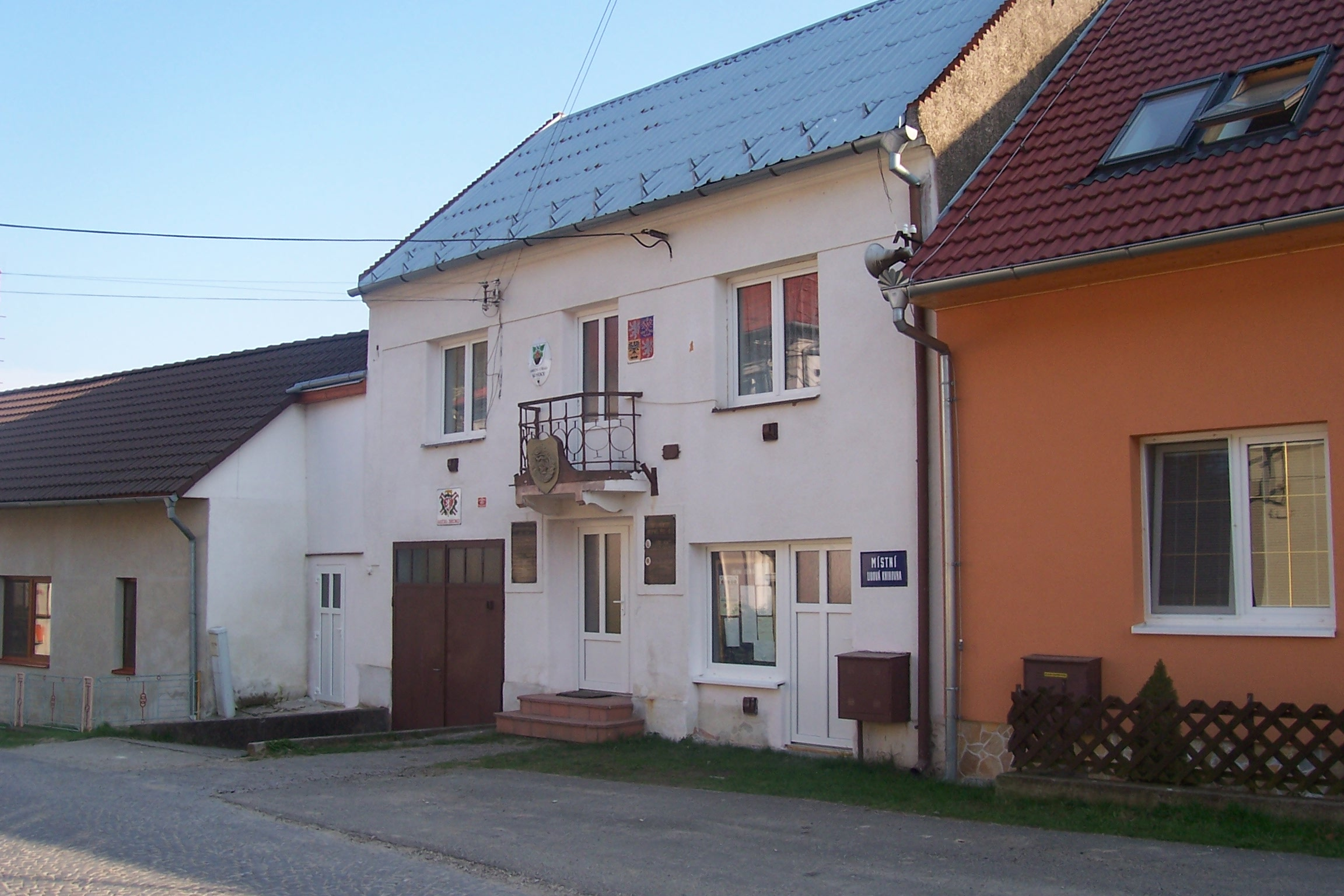
Obecní úřad
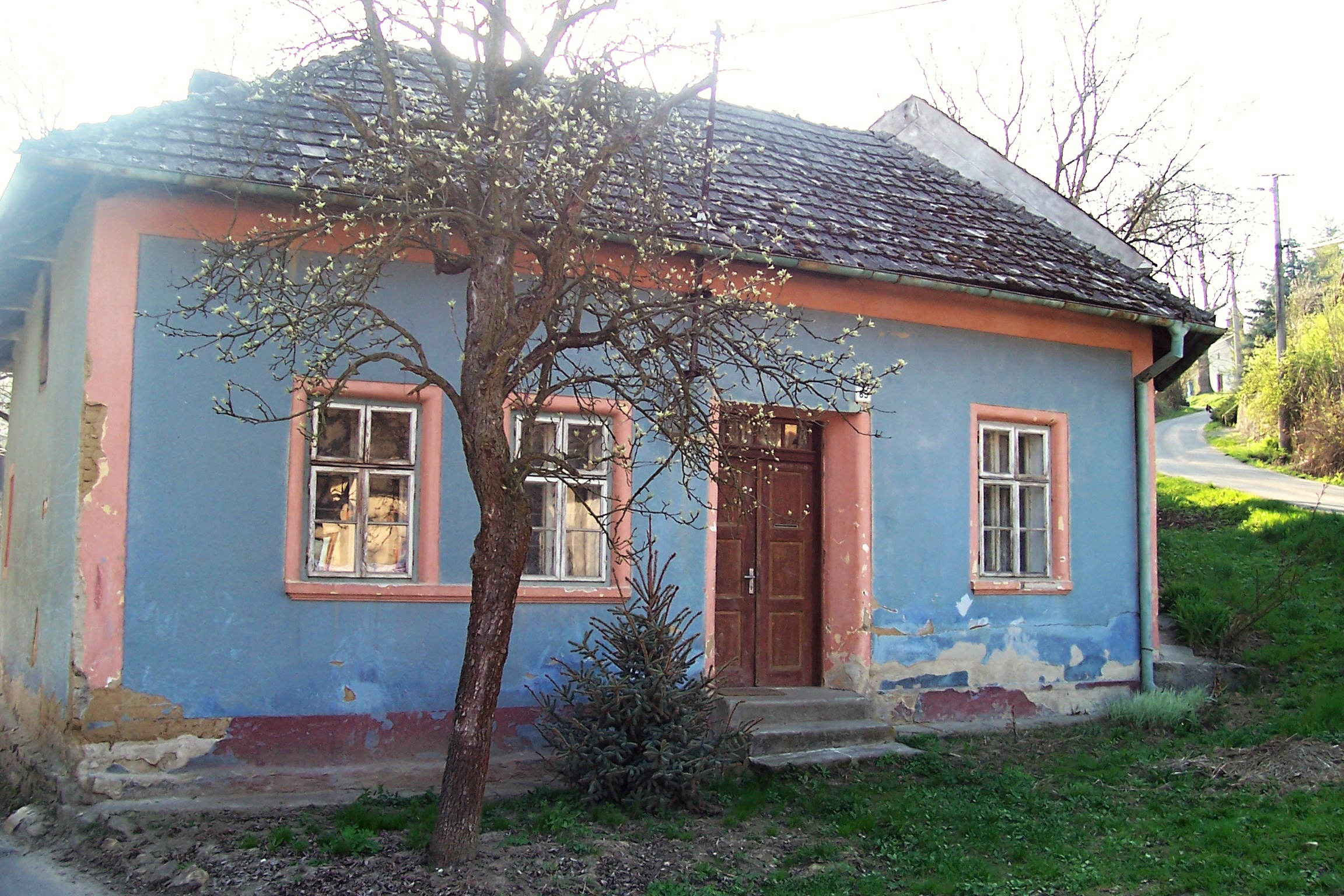
Starý dům (po r. 2010 zbořen)
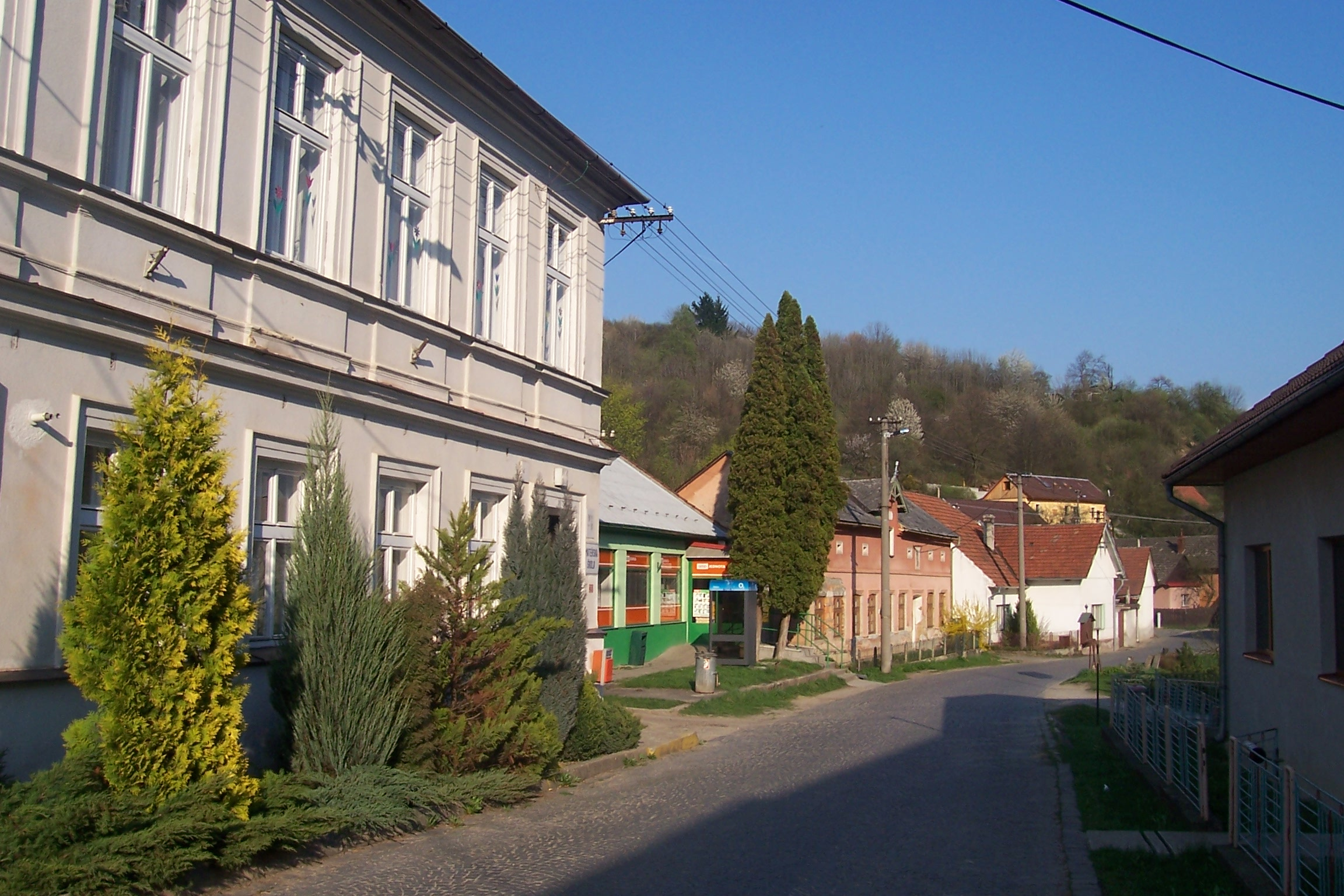
Hlavní ulice, obchod
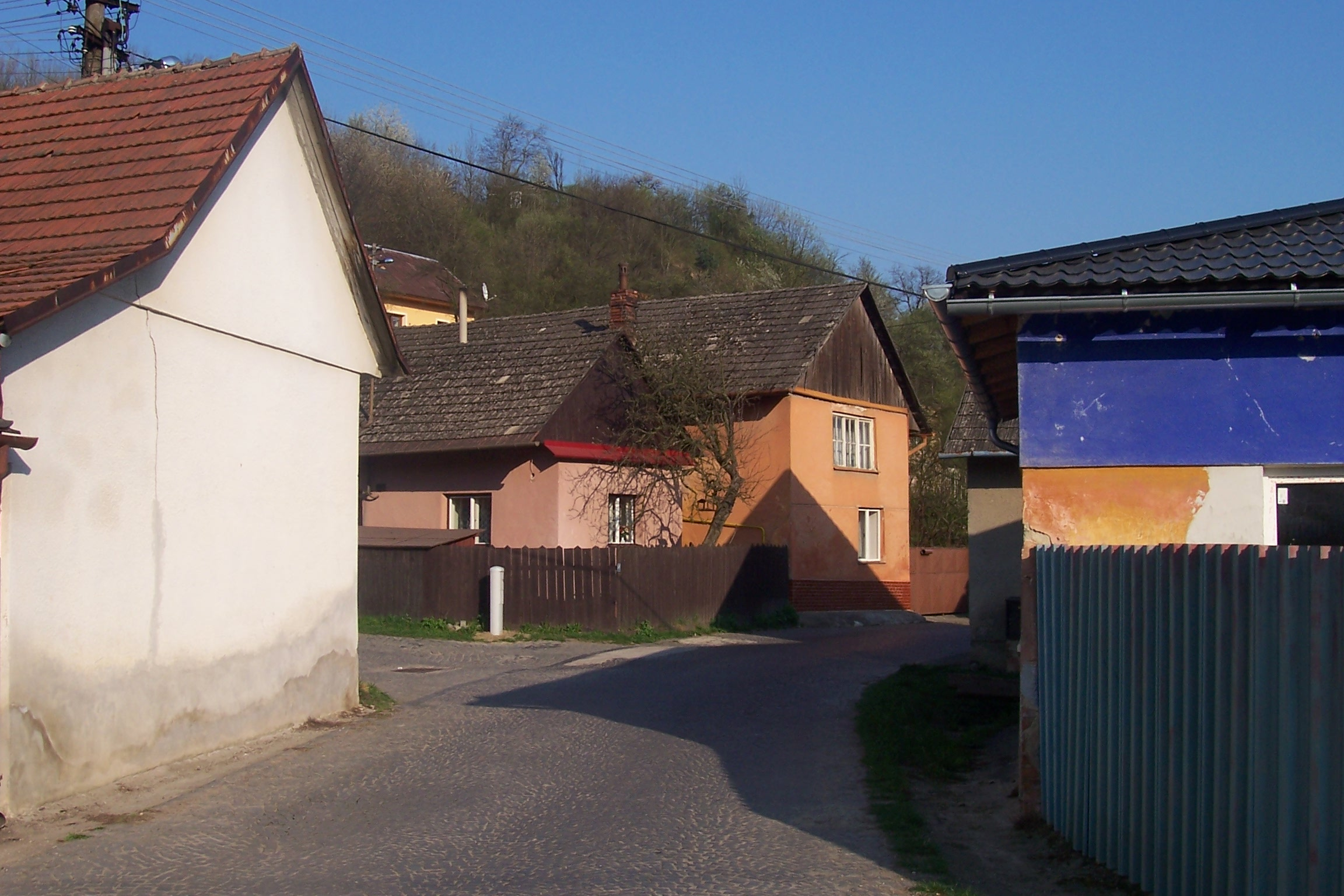
Hlavní ulice, starší zástavba

## Partnerská obec
- Nová Bošáca, Slovensko[11]